# Ballophilus taenioformis
Ballophilus taenioformis är en mångfotingart som beskrevs av Lawrence 1960. Ballophilus taenioformis ingår i släktet Ballophilus och familjen Ballophilidae.
Artens utbredningsområde är Madagaskar. Inga underarter finns listade i Catalogue of Life.